# Anabela Teixeira
Anabela Cristina Alves Teixeira (Lisboa, 18 de Maio de 1973) é uma actriz e realizadora portuguesa.

## Carreira
Habilitou-se no Curso de Actores do Instituto de Formação, Investigação e Criação Teatral de Lisboa (1990/91), e no Curso de Actores da Escola Superior de Teatro e Cinema do Instituto Politécnico de Lisboa (1992/95).
Estreou em televisão como protagonista da minissérie Viúva do Enforcado, dirigida pelo brasileiro Walter Avancini, em 1993. No mesmo ano fez parte do elenco principal do filme de António de Macedo, Chá Forte com Limão. Em cinema participou de mais de vários filmes; em televisão fez muitas telenovelas, minisséries, além de participações em séries e programas de TV. Anabela conta com mais de 20 peças teatrais em seu currículo e o roteiro e direção do curta-metragem Anita na Praia.
Realizou vários trabalhos no exterior, como a telenovela Xica da Silva (Brasil), a minissérie Sandra, Princesse Rebelle (França) e participações nos filmes Rainha Margot (França), Fado majeur et mineur (França), La Leyenda de Balthazar, el Castrado (Espanha) e A Casa dos Espíritos (Portugal/Alemanha/Dinamarca/USA).
Ela faz parte da comissão de notáveis dos Globos de Ouro em Portugal.

## Filmografia

### Televisão
| Ano         | Projeto                        | Papel                            | Notas                       | Canal          |
| ----------- | ------------------------------ | -------------------------------- | --------------------------- | -------------- |
| 1992        | Crónica do Tempo               | Manuela (jovem)                  | Participação Especial       | RTP1           |
| 1993        | A Viúva do Enforcado           | Teresa                           | Elenco Principal            | SIC            |
| 1993        | Conto Especial de Natal        |                                  |                             | TVI            |
| 1994        | Le Téte Coronées               |                                  | Produção francesa           | TF1            |
| 1994        | Tratado de Tordesilhas         |                                  |                             | RTP1           |
| 1995        | Sandra, princesse rebelle      | Tanita Rochas                    | Produção francesa           | TF1            |
| 1995        | Alhos e Bugalhos               | Rita                             | Elenco Principal            | RTP1           |
| 1996        | O Campeão                      | Filomena                         | Participação Especial       | RTP1           |
| 1996 - 1997 | Xica da Silva                  | Graça Pereira                    | Elenco Principal            | Rede Man chete |
| 1998        | Terra Mãe                      | Carla Mendes                     | Protagonista                | RTP1           |
| 2000        | Alves dos Reis - Um Seu Criado | Ludovina                         | Elenco Principal            | RTP1           |
| 2000 - 2001 | Ajuste de Contas               | Patricia Lopes                   | Elenco Principal            | RTP1           |
| 2000        | Capitão Roby                   | Filomena «Mena»                  | Protagonista                | SIC            |
| 2001        | Estação da Minha Vida          | Mafalda                          | Elenco Principal            | SIC            |
| 2001        | Segredo de Justiça             | Mafalda                          | Episódio 10                 | RTP1           |
| 2002 - 2003 | A Joia de África               | Camila Santos                    | Elenco Principal            | TVI            |
| 2004 - 2005 | Baía das Mulheres              | Cristina Sousa Mendes            | Elenco Principal            | TVI            |
| 2005        | Inspetor Max                   | Lídia                            | Participação Especial       | TVI            |
| 2006        | Doce Fugitiva                  | Carina Matos Lima                | Participação Especial       | TVI            |
| 2006        | Bocage                         | Manteigui                        | Elenco Principal            | RTP1           |
| 2006 - 2006 | Sete Vidas                     | Ana                              | Participação Especial       | SIC            |
| 2008        | Rebelde Way                    | Teresa                           | Participação Especial       | SIC            |
| 2008        | O Dia do Regicídio             | Isabel - Amante do Rei D. Carlos | Elenco Principal            | RTP1           |
| 2008        | Liberdade 21                   | Henriqueta                       | Participação Especial       | RTP1           |
| 2008        | Olhos nos Olhos                | Antónia Viana Levi               | Participação Especial       | TVI            |
| 2008 - 2009 | Flor do Mar                    | Júlia Pintadinho                 | Elenco Principal            | TVI            |
| 2009        | Os Dez                         | Madalena                         | Elenco Principal            | TVI            |
| 2009        | Podia Acabar o Mundo           | Suzete Silva                     | Participação Especial       | SIC            |
| 2010 - 2011 | Lua Vermelha                   | Francisca Azevedo                | Elenco Principal            | SIC            |
| 2011 - 2012 | Rosa Fogo                      | Sofia Fragoso                    | Elenco Principal            | SIC            |
| 2011 - 2012 | A Família Mata                 |                                  | Participação Especial       | SIC            |
| 2012        | Conta-me História              |                                  | Participação Especial       | RTP1           |
| 2012        | Perdidamente Florbela          | Júlia Alves                      | Participação em 2 episódios | RTP1           |
| 2012        | Maternidade                    | Vanda                            | Participação Especial       | RTP1           |
| 2013 - 2015 | Os Nossos Dias                 | Marta Brito                      | Protagonista                | RTP1           |
| 2014        | Donos Disto Tudo               | Vários Papéis                    | Atriz Convidada             | RTP1           |
| 2014        | Mulheres de Abril              | Isabel de Jesus Silva            | Protagonista                | RTP1           |
| 2015 - 2016 | Coração d'Ouro                 | Isabel Lacerda                   | Elenco Principal            | SIC            |
| 2016 - 2017 | Rainha das Flores              | Ana Clara                        | Elenco Adicional            | SIC            |
| 2017        | Vidago Palace                  | Lívia de Vimieiro                | Elenco Principal            | RTP1           |
| 2018        | 1986                           | Mãe de Patrícia                  | Elenco Adicional            | RTP1           |
| 2018        | Onde Está Elisa?               | Marta                            | Elenco Adicional            | TVI            |
| 2019        | Alguém Perdeu                  | Madalena Mascarenhas             | Protagonista                | CMTV           |

### Cinema
| Ano  | Filme                                   | Papel          |
| ---- | --------------------------------------- | -------------- |
| 1992 | Lazos de Sangre                         | Mariana        |
| 1993 | Chá Forte com Limão                     | Ermesinda      |
| 1993 | El Rey de Nápoles                       |                |
| 1993 | A Casa dos Espíritos                    |                |
| 1994 | Fado Majeur et Mineur                   |                |
| 1994 | Rainha Margot                           |                |
| 1994 | Manual de Evasão                        |                |
| 1995 | A Luz Incerta                           |                |
| 1995 | A Viagem                                |                |
| 1996 | La Leyenda de Balthasar el Castrado     | Dama           |
| 1995 | A Comédia de Deus                       | Virgínia       |
| 1998 | Historia Sem Interesse (curta-metragem) | Maria          |
| 1998 | Não sou a Bovary                        |                |
| 2001 | O Segredo                               | Ana            |
| 2002 | O Rapaz do Trapézio Voador              |                |
| 2003 | O Círculo Mágico (curta-metragem)       | Mãe de Álvaro  |
| 2006 | Reflexos (curta-metragem)               |                |
| 2007 | 1 Motivo (curta-metragem)               | Odete          |
| 2007 | Ser Livre (curta-metragem)              |                |
| 2007 | Do Outro Lado do Mundo                  | Fátima         |
| 2008 | A Quarta Face (curta-metragem)          | Bela           |
| 2009 | Estranhos na Noite (curta-metragem)     |                |
| 2009 | Eu, Ofélia                              |                |
| 2011 | Corpúsculo                              | Ana            |
| 2011 | Mutter (curta-metragem)                 | Drª Teresa     |
| 2012 | Nylon Da Minha Aldeia (curta-metragem)  |                |
| 2012 | Dingo (curta-metragem)                  |                |
| 2012 | Florbela                                | Júlia Alves    |
| 2012 | Lápis Azul (curta-metragem)             | Conceição      |
| 2012 | O Grande Kilapy                         | Amiga do Lopes |
| 2018 | Leviano                                 | Anita Paixão   |

## Teatro
| Ano  | Peça                          |
| ---- | ----------------------------- |
| 1992 | Os Possessos                  |
| 1993 | Em Busca de Proust            |
| 1993 | O Percevejo                   |
| 1994 | Palhaços                      |
| 1994 | Trilhos                       |
| 1995 | O Desejo Agarrado pelo Rabo   |
| 1998 | Peregrinação                  |
| 1999 | Birras                        |
| 1999 | A Boda dos Pequenos Burgueses |
| 2001 | Porno Estar                   |
| 2001 | A Vida Tem Destas Coisas      |
| 2002 | Viagem à Grécia               |
| 2002 | Rastos                        |
| 2004 | As Sad as Remembered Hapiness |
| 2004 | Real Ity Show                 |
| 2005 | O Romance da Donzela Teodora  |
| 2006 | A Entrega                     |
| 2006 | Deus - Uma Peça               |
| 2006 | O Morgado do Fafe Amoroso     |
| 2007 | A Filha Rebelde               |
| 2010 | Antes do Pequeno-Almoço       |